# Cassida sappho
Cassida sappho – gatunek chrząszcza z rodziny stonkowatych i podrodziny tarczykowatych.

## Taksonomia
Gatunek ten opisany został po raz pierwszy w 1856 roku przez Carla Henrika Bohemana pod nazwą Coptocycla sappho. Jako miejsce typowe wskazano Moreton Bay w Australii. W 1896 roku Thomas Blackburn opisał Cassida prothoracica z okolic Mulwali w Australii. Gatunek ten zsynonimizowany został z C. sappho w 1990 roku przez Lecha Borowca.

## Morfologia i zasięg
Chrząszcz o krótko-owalnym ciele długości od 3,5 do 4,2 mm i szerokości od 2,6 do 2,9 mm. Ubarwienie ma zmienne, u form typowych dominuje odcień słomkowożółty. Głowę jego cechuje półtora raza szerszy niż dłuższy, płaski i na przedzie punktowany nadustek. Czułki są słomkowożółte z trzema lub czterema ostatnimi członami przyciemnionymi. Słomkowożółte, 1,6 raza szersze niż dłuższe, najszersze tuż za połową długości przedplecze ma niepunktowaną, mikrosiateczkowaną powierzchnię, wypukły dysk i szeroko rozpłaszczone obrzeżenia. Pokrywy bywają od całkowicie żółtawych do głównie czarnych z żółtawym obrzeżeniem; na ich obrzeżeniach zawsze brak jest czarnych plamek. Podstawa pokryw jest szersza od przedplecza, pozbawiona ząbkowania, o wyraźnie ku przodowi wystających kątach barkowych. Punktowanie pokryw jest gęsto rozmieszczone w regularnych rzędach a mikrosiateczkowane międzyrzędy są płaskie, co najwyżej w częściach opadających lekko sklepione. Przedpiersie ma szeroki, silnie ku szczytowi rozszerzony wyrostek międzybiodrowy. Odnóża mają na stopach niezmodyfikowane pazurki.
Owad endemiczny dla Australii, znany z południowego Queensland, Nowej Południowej Walii i Australii Południowej.